# Edwige de Sagan
Edvige ou Hedwige de Sagan (av. 1350–27 mars 1390) (polonais : Jadwiga żagańska), reine de Pologne (1365-1370) par son mariage avec Casimir III de Pologne.

## Famille
Edwige est la troisième des cinq enfants d'Henri V de Fer et de son épouse Anne de Mazovie, fille du duc Wacław de Płock,. Ses frères sont Henri VI l'Aîné
, Henri VII Rumpold, Henri VIII le Moineau, et son unique sœur est Anna, épouse de Jean Ier de Racibórz.

## Premier mariage
Vers 1365 Edwige épouse Casimir III de Pologne. Celui-ci souhaite par se mariage renforcer ses liens avec l'empereur Charles IV. L'opération n'est pas si simple, car Casimir est toujours légalement marié à sa deuxième et à sa troisième épouse Adélaïde de Hesse et Christina Rokiczana. Par ailleurs une dispense pontificale s'avère difficile à obtenir, Casimir et Edwige étant parent au quatrième degré.
En 1368, le pape Urbain V permet à Casimir de rester avec Edwige. Le roi de Pologne attend la naissance d'un fils, faute de quoi, c'est son neveu, Louis Ier de Hongrie qui héritera avec sa mère Élisabeth de Pologne (sœur de Casimir). Edwige donne cependant naissance à trois filles :
- Anne (en) (1366 † 1425), épouse (1380) de Guillaume de Cilli (1361 † 1392), puis d'Ulrich de Teck († 1432)
- Cunégonde (1367 † 1370)
- Edwige née (1368 † après 1407)

Casimir décède le 5 novembre 1370. Sa mort sonne le glas de la dynastie Piast dans le royaume de Pologne.

## Second mariage
Edwige ne se remarie pas tout de suite. Elle retourne chez elle, à Żagań où elle réside à la cour de son frère, Henri VI l'Aîné.
Le 10 février 1372, Edwige épouse Robert Ier de Legnica. Ils eurent deux filles:
- Barbara (v.1384 † 9 mai 1436), épouse (6 mars 1396) Rodolphe III de Saxe
- Agnès (av. 1385 † ap. 7 juillet 1411), religieuse à Wroclaw.

Après 19 ans de mariage avec Robert, Edwige décède le 27 mars 1390